# Pipin Italský
Pipin Italský rozený jako Karloman (duben 777? – 8. července 810 Milán) byl synem franského krále a pozdějšího římského císaře Karla Velikého a v letech 781–810 italským králem.

## Životopis

### Mládí

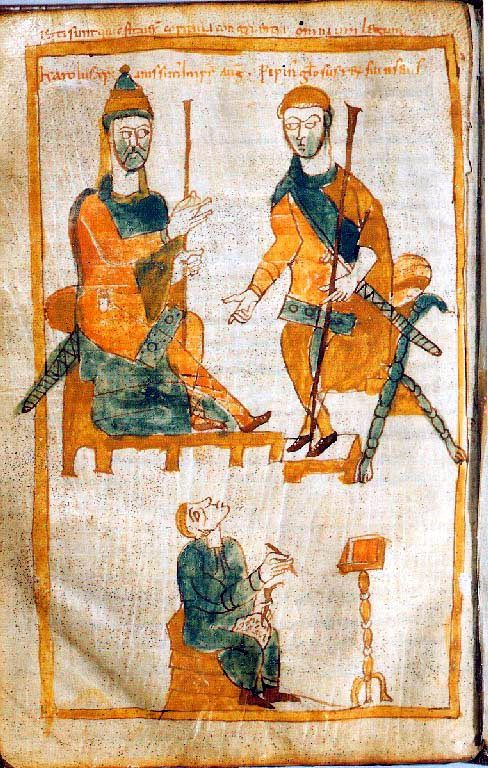
Karel Veliký a jeho syn Pipin (Karloman)

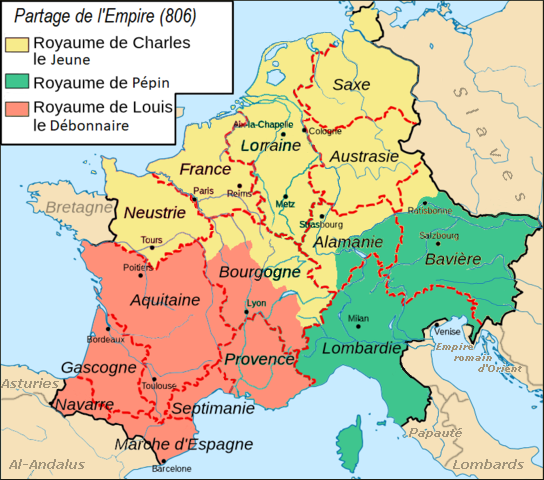
Budoucí podoba rozdělení moci ve Franské říši z roku 806 podle vůle císaře Karla Velikého. Vzhledem k předčasnému úmrtí dvou starších synů Karla Mladšího a Pipina se dělení nikdy neuskutečnilo a po jeho smrti se stal jediným dědicem Ludvík Pobožný.

Pipin byl druhorozeným synem Karla Velikého a jeho druhé ženy, Hildegardy Švábské. Po svém narození byl dostal jméno Karloman. Jméno Pipin získal pomazáním na italského krále papežem Hadrianem I. v Římě roku 781, kdy se Karloman-Pipin stal oficiálně spoluvládcem v této části Franské říše. Jméno Pipin měl i jeho starší, nevlastní bratr Pipin Hrbatý, který byl označován za nemanželského. Pro svoji tělesnou vadu byl vyřazen z následnictví po otci, právě v roce 781, snad i proto se v roce 792 připojil ke spiknutí franské aristokracie proti svému otci. Po odhalení tohoto spiknutí byl doživotně internován v klášteře.

### Vláda a válečné aktivity
Pipin Italský jako vládce království Itálie aktivně bojoval za rozšíření franského impéria. V roce 791 vpochodoval s armádou Langobardů do údolí Drávy a zpustošil Panonii, zatímco jeho otec současně táhl podél Dunaje na území avarského kaganátu. Aby se vypořádal s propuknuvším povstáním Sasů v roce 792, Karel Veliký avarskou kampaň přerušil, nicméně Pipin a furlanský vévoda Erich v tažení pokračovali a napadli centrální sídlo Avarů (letopisci nazvané hrink) položené někde mezi Dunajem a Tisou, které dvakrát dobyli a vyplenili. Obrovská kořist (Einhard v životopise Karla Velikého Vita Karoli Magni píše: „...patnáct nákladních vozů, tažených vždy čtyřmi voly a naložených zlatem, stříbrem a cennými oděvy...“) byla poslána na královský dvůr do Cách a rozdělena mezi vysokou franskou šlechtu a církevní preláty, bohatě obdarovány byly kostely a kláštery a dokonce i cizí vládcové, např. mercijský král Offa. Velký dar ve formě liturgického náčiní byl zaslán i papeži Hadriánovi I. Na oslavu Pipinova vítězství nad Avary byla v Pipinově sídelním městě (a centru karolínské literární renesance v Itálii) Veroně po roce 799 neznámým klerikem složena báseň De Pippine regis Victoria Avarica.
Po neúspěšném franském vpádu předešlého roku vtáhlo v roce 806 velké vojsko složené z Bavorů, Alamanů, Burgundů a Langobardů pod Pipinovým velením do Čech, aby donutilo k poplatnosti české kmeny. Písemné prameny poddání výslovně nezmiňují, jelikož ovšem jsou v nástupnickém řádu Ludvíka Pobožného (tzv. Ordinatio imperii) z roku 817 a v komentářích análů k velkému dvorskému sjezdu v listopadu 822 ve Frankfurtu české kmeny jmenovány mezi závislými gentilními celky, předpokládá se, že tato tributární závislost byla v roce 806 Pipinem skutečně vynucena. Český kronikář Kosmas ve své Kosmově kronice zmiňuje i výši tributu: 120 volů a 500 hřiven stříbra, tento přípisek je ovšem až z doby o 300 let pozdější.
V letech 791–793 a 800–801 se pokoušel obnovit svrchovanost nad Beneventským vévodstvím, které se stalo spojencem Byzantské říše, ovšem bez úspěchu.
Pipinovy válečné aktivity v roce 810 zahrnují dlouhé a neúspěšné obléhání Benátek, které se v té době nacházely pod byzantským vlivem. Obléhání trvalo šest měsíců a chorobami z místních bažin sužovaná Pipinova armáda byla nakonec nucena se stáhnout. O několik měsíců později Pipin zemřel.

### Rodina
Pipin byl ženatý s Bertou, jejíž původ není spolehlivě doložen, ačkoliv je často (a chybně) označována za dceru toulouského hraběte Viléma z Gellone. Měl s ní pět dcer: Adelaidu, která se provdala za Lamberta I. z Nantes, Atulu, Gundradu, Bertu a Theoderadu; všechny kromě nejstarší se narodily mezi rokem 800 a Pipinovou smrtí. Mnoho se nedožily, protože zemřely před smrtí Karla Velikého v roce 814. Pipin měl také nelegitimního syna Bernarda.
Karel Veliký ve svém rozhodnutí o rozdělení říše (tzv. Divisio regnorum vydané 6. února 806 v Thionville) přiřkl Pipinovi k jeho italskému království i vše jižně od Dunaje, tj. Bavorsko a část Švábska a tributy ze závislých území při východní hranici říše, ale Pipin zemřel ještě před svým otcem. Italská koruna přešla na jeho syna Bernarda a vládu nad celým impériem zdědil Pipinův mladší bratr Ludvík Pobožný.